# Каору Нагиса
Каору Нагиса (яп. 渚カヲル Нагиса Каору) — персонаж аниме-сериала «Евангелион», Пятое Дитя и 17-й Ангел. Как и Первое Дитя Рей Аянами, он имеет красные глаза, но, в отличие от неё, белые волосы. В 1997 году Каору был признан вторым по популярности персонажем по рейтингу журнала Animage. В том же году был выпущен посвященный Каору артбук «Каору — Синсэики Евангэрион бунко сясин сю» (яп. KAWORU―新世紀エヴァンゲリオン文庫写真集 Каору Синсэики Евангэрион бунко сясин сю:, Каору — библиотека Евангелиона, коллекция фотографий). Также существует посвященная ему книга «ALL ABOUT 渚カヲル A CHILD OF EVANGELION». В августе 2009 года Каору занял шестое место среди мужских аниме-персонажей по версии журнала Newtype и поднялся до третьего места в сентябре. В октябре он спустился до четвертого. В 2010 году журнал Newtype признал его вторым по популярности мужским аниме-персонажем 90-х. Согласно опросу телеканала NHK 2020 года, Каору стал вторым после Аски популярным персонажем франшизы «Евангелион». Сексуальная ориентация Каору является предметом споров фанатов.

## Биография
Как и в случае «Первого Дитя», Рей Аянами, вся информация о прошлом Каору стёрта из архивов Nerv. Также засекречен и отчёт о нем, составленный занимающимся поиском кандидатов в пилоты институтом «Мардук». Однако, в отличие от Рей, в досье Каору сохранилась единственная запись о дате его рождения — 13 сентября 2000 года, которая совпадает с датой глобальной катастрофы, известной как «Второй Удар». Перед первым появлением Каору в сериале способности Второго Дитя, Аски, пошли на убыль, и стала очевидной необходимость замены её другим пилотом. После того, как Аска окончательно утратила свои способности и лишилась рассудка, Seele послал на её замену Каору, ставшего, таким образом, Пятым Дитя. В этой роли он продемонстрировал великолепные результаты, признанные, однако, теоретически невозможными. Вскоре после этого он взял под контроль Еву-02, пилотом которой был назначен, раскрыл свою истинную сущность последнего Ангела и был уничтожен Синдзи. В The End of Evangelion, после слияния Рей с Лилит, Каору эпизодически появляется вновь (в своем человеческом облике беседует сначала с Юи и Гендо, потом вместе с Рей встречает Синдзи; также во время комплементации в него превращается гигантская белая Рей, и наоборот). Также в The End of Evangelion фигурируют созданные на его основе псевдопилоты.

## Описание
Несмотря на то, что Каору является одним из пилотов Евангелиона, реально он является последним 17-м Ангелом, происходящим от Адама, а не от Лилит, как остальные пилоты. Хотя он и не раскрывает своей природы изначально, тем не менее с самого начала знакомства с Синдзи он говорит о людях исключительно как о «лилим». Также Каору любит рассуждать о психологии лилим и их культуре. В частности, он называет песни величайшим достижением лилим.
Каору живет в квартире, очень похожей по обстановке на квартиру Рей, а возможно, даже более тесной.

## Отношения с Синдзи Икари
Каору встречает Синдзи на берегу моря, когда тот уже потерял веру в себя и людей. «Тебя знают все. Ты недооцениваешь себя» — это первые слова, адресованные Каору к Синдзи. Отчаявшийся найти опору своему сердцу, Синдзи внезапно встречает человека, готового назваться другом и открыть душу. Синдзи расценил новость о том, что Каору является Ангелом, как предательство. Его удивляет, что Каору смог разговорить его настолько, что Синдзи проболтался о ненависти к Гэндо.
Каору признается, что любит Синдзи:

Каору: Ты тонок как стекло. Особенно твоё сердце.
Синдзи: Моё?
Каору: Да. Достойное дружбы.
Синдзи: Дружбы?..
Каору: Я говорю о любви.
Оригинальный текст (яп.)カヲル： ガラスのように繊細だね。特に君の心は。
シンジ： 僕が?
カヲル： そう。好意に値するよ。
シンジ： 好意…?
カヲル： 好きって事さ。
В оригинале Каору использует прилагательное 好き (суки), которое может быть переведено как «любить». Подобные слова создали Каору репутацию гомосексуала. В шуточной постановке «Сюкёку но цудзуки», входившей в альбом «Neon Genesis Evangelion Addition», это было обыграно в виде обвинения Каору, со стороны Аски в том, что он — гомосексуал. Однако сам Каору в данной постановке возражает, что следует воздержаться от подобных обвинений в его адрес, если нет достаточных на то оснований.
Каору спрашивает Синдзи о его взаимоотношениях с другими людьми — ненавидит ли Синдзи их — и получает ответ, что люди для него безразличны, но отец ненавистен. В ответ Каору высказывает предположение, что именно он рожден для встречи с Синдзи.

## Предназначение Каору
Для чего на самом деле был послан последний ангел, объясняется как диалогом Фуюцуки и Гэндо («Невероятно, Seele сами подослали нам Ангела. Старик хочет подстегнуть события нашими же руками»), так и словами Кила: «Икари, ты был нам хорошим другом, нашим соратником и единомышленником но это — твое последнее поручение. Полагаю, ты используешь Еву-01 для завершения миссии». Иными словами, Seele подставили Каору.
Спускаясь в Конечную Догму, Каору говорит, что не понимает людей («лилим»): «Евы происходят от Адама. Должно быть, людям они отвратительны. Лилим пытаются выжить, используя даже то, что они ненавидят. Я не понимаю этого». Увидев Лилит, он что-то понял — «Нет! Это… Лилит?! Ясно. Теперь я понимаю Лилим» — но что именно, зрителю не объясняют. Перед смертью Каору признается, что хотел проиграть.

## Каору и Рэй
При первой же встрече Каору говорит Рей Аянами: «Ты такая же, как и я» или «Ты такая же, как я. И ты, и я решили жить на этой планете в телах Лилим» в диркате, Рэй не понимает или делает вид, что не понимает, о чём он говорит. Внешне они похожи (светлые волосы, красные глаза). По подобию обоих создавались псевдопилоты.

## Манга
В отличие от сериала, Синдзи встречает Каору играющим на пианино под открытым небом. В манге Каору проявляет себя крайне циничным персонажем, дружбы с Синдзи ему завязать не удаётся. Тем не менее, после боя с Армисаилом Синдзи остается ночевать у него, так как Каору — единственный человек, которому наплевать на Рэй, а все прочие люди напоминают Синдзи о её смерти. Однако в бою с Армисаилом Каору заражается чувствами Аянами к Синдзи и начинает приставать к нему, вплоть до лечения гипервентиляции поцелуями, но взаимности не встречает. Поэтому, дойдя до Лилит и поняв, что у него есть возможность провести Третий Удар, он объясняет Синдзи, что ему, в общем-то, всё равно, так как он умрет либо от руки Кила, либо в процессе Третьего Удара, но хотел бы умереть от руки Синдзи, после чего Синдзи уже не сможет забыть его.
В манге Campus Apocalypse Каору рассказывает Синдзи о «бесконечно ветвящихся мирах», которые складываются в дерево Иггдрасиль. Будучи и человеком, и Ангелом, он может переходить из одного мира в другой или передавать прочим воплощениям себя свою память.

## Компьютерные игры
Каору появляется в таких играх, как Neon Genesis Evangelion (Nintendo 64), Shinji Ikari Raising Project и Girlfriend of Steel 2nd. В Shinji Ikari Raising Project есть режим обучения, его направляет Seele и курирует Рицуко Акаги. Каору даётся месяц, чтобы Синдзи перестал быть пилотом Евы и оставил Nerv. При встречах Нагиса говорит, что это честь для него, искусство обогащает, ему нравятся костюм и тело Синдзи. Они обливаются водой в парке, ужинают вдвоём, моются в бане, смотрят в обнимку на звёзды ночью (Волопас, Малая Медведица и Канопус) и беседуют о повести «Мёртвый Брюгге», спят вместе. Синдзи раскрывает своё сердце, забывает о долге и навсегда растворяется в объятиях Каору. Если всё проходит успешно, то начинается комплементация по сценарию Seele. Иначе сюжет развивается как в оригинальном сериале, а Каору жалуется, что Синдзи деградирует и не завёл друзей. В Girlfriend of Steel 2nd Каору Нагиса испытывает романтический интерес и утверждает, что знает Синдзи много лет, намекая на способность перемещаться между мирами. В Super Robot Wars X-Ω он управляет Евой-06.

## Роль в ребилдах
Каору встречается эпизодически уже в 1-м ребилде. Там он рождается из гроба на Луне. Оказывается, что он уже знает о существовании Синдзи. Также его впоследствии видят прибывшие на Луну Гендо и Фуюцуки. В конце 2-го фильма он отправляется на Землю в Еве-06 и поражает Еву-01 копьем Кассия, останавливая 3-й удар. В 3-м фильме он играет самую большую роль. Как и в манге, он играет на рояле и учит Синдзи игре в 4 руки, чтобы подготовить его к пилотированию четверорукой Евы-13. Он предлагает Синдзи попробовать с ее помощью обернуть случившийся 3-й удар вспять, но попытка оказывается неудачной, при этом он сам гибнет.

## Имя
- Каору (яп. カヲル, в современной орфографии — かおる, «пахнуть», «благоухать»)[20].
- Нагиса (яп. 渚, «прибрежная полоса», «побережье»)[21]. Если отделить правую часть от левой, получается слово (яп. シ者 сися), кана シ может быть записана разными иероглифами: сися (яп. 使者, посланник), сися (яп. 死者, мертвец). Слово シ者 фигурирует в названии 24 серии. В трансляции Netflix это переведено на английский язык как The Last Cometh[22], на русский как «Последний посланник»[23]. Таким образом, существует скрытая игра слов, которая является метафорой последнего ангела[24].

В эссе, опубликованном на сайте Gainax, Хидэаки Анно рассказал, что имя персонажа придумал сценарист Акио Сацукава. Нагиса происходит от слова, связанного с морем. При разделении кандзи можно составить «последний человек». Кроме того, Анно полагает, что Сацукава позаимствовал имя у режиссёра Нагисы Осимы. Насчёт Каору создатель сериала не уверен.

## Отзывы
В 2019 году потоковый сервис Netflix показал «Евангелион» для западных зрителей, где значительной критике подвергся изменённый диалог между Синдзи и Каору. Согласно первоначальному английскому переводу, Каору говорил, что любит Синдзи — тогда как в новом варианте он произносит фразу: «Ты мне нравишься». Глагол suki в японском языке имеет оба значения в зависимости от контекста. Автор субтитров Дэниэл Канэмицу, работавший со Studio Khara, подчеркнул, что не принимал решение об окончательном утверждении текста, но старался сохранить верность оригиналу. Он сослался на Токийское постановление 2010 года, ранее известное как законопроект №156, по ограничению доступа к сексуально откровенной манге и другим материалам. Персонажи могут напрямую признаваться в любви. С другой стороны, есть возможность для зрительских интерпретаций, чтобы люди задумались, как на самом деле герои относятся друг к другу и что они не говорят, но подразумевают.
По мнению Polygon, Каору Нагиса позволяет Синдзи увидеть правду о том, что ангелы — всего лишь вариации того, чем могли быть люди. «Враг» оказывается человечным и сопереживающим. Всё, что он хочет, — это понять друга и проявить к нему нежность. Каору воплощает в себе положительную мужскую сторону Лилит, добрую и любящую. Фэндом в Интернете годами спорит, имеют ли такие контакты сексуальный подтекст. Многие категорически настаивают на платоничности. Как бы то ни было, Синдзи также имеет влечение к девушкам, особенно к Аске и Рей, поэтому справедливо утверждать о его бисексуальности. Подобная ориентация нужна, чтобы вырвать главного героя из жёсткого образа мышления «Адам и Ева», который преследует человечество. Когда Лилит превращается в Каору, происходит явное стирание гендерных норм, связанных с мужественностью, дамоклова меча Синдзи. Он может освободиться из тюрьмы и почувствовать себя по-настоящему уязвимым, но это подводит его к сути главной проблемы — выбора.
Само существование законов, подобных тем, на которые указал Канэмицу, является для фанатов ещё одной причиной, чтобы не смягчать перевод, когда речь идёт об однополых отношениях. Иначе эпизод лишается своей эмоциональной силы, особенно в финальной сцене. Даже манга Ёсиюки Садамото, которая хоть и не является источником аниме, хорошо иллюстрирует интерес Каору к Синдзи: «Каково это, когда человек любит другого человека? Желая прикоснуться к нему. Желая поцеловать его. Не желая терять его». В 75 главе Синдзи признаёт, что его всё время привлекал Каору, даже несмотря на то, что «парень не должен нравится парню». С другой стороны, сам Хидэаки Анно ранее заявлял, что в Еве есть места, где вещи остаются неоднозначными, поэтому всё зависит от восприятия аудитории. Мэгуми Огата, озвучивавшая Синдзи, сказала, что изначально она интерпретировала фразу Каору как «нравится», но добавила, что это сложный нюанс.